# HD 148743
HD 148743，又名BD-07 4305，SAO 141206、HR 6144，是一颗恒星，视星等为6.5，位于銀經7.96，銀緯26.71，其B1900.0坐标为赤經16h 25m 6.6s，赤緯-7° 26.71′ 48″。